# Владімір Ремек
Владімір Ремек (чеськ. Vladimír Remek; нар. 26 вересня 1948, Чеські Будейовиці) — перший льотчик-космонавт Чехословаччини, перший європейський космонавт, перша людина в космосі, яка не була громадянином СРСР або США; Герой ЧССР та СССР, полковник Чехословацької народної армії (ЧНА);  член Комуністичної партії Чехословаччини (КПЧ) у 1967—1990 рр.; депутат Європарламенту від Комуністичної партії Чехії і Моравії (КПЧМ) з 2004 по 2013 рік.
У 2014-2018 роках Надзвичайний та Повноважний Посол Чеської Республіки в Російській Федерації.

## Біографічні відомості
Мати Владіміра Ремека була чешкою за національністю, батько, генерал авіації — словаком. У 1963 закінчив році дев'ятирічну школу в моравському місті Брно, де Ремек також відвідував Клуб молодих астрономів, що функціонував при Брнєнській обсерваторії, та  продовжив навчання у фізико-математичному класі середньої школи в місті Чаславі, яку закінчив на «відмінно»в 1966 році.
У 1966—1970 роках Ремек навчався у вищій офіцерській школі в словацькому місті Кошиці, потім служив у військово-повітряних силах Чехословацької Соціалістичної Республіки в місті Зволені, отримав кваліфікацію льотчика 2-го класу. У 1972 - 1976 роках навчався у Військово-повітряній академії ім. Ю.Гагаріна в Москві.
Ремек вільно розмовляє російською та англійською, одружений вдруге, має двох дочок.

### Космічна подорож
По закінченні академії ім. Ю.Гагаріна Владімір Ремек повернувся у військово-повітряні сили Чехословаччини, але вже наприкінці 1976 року був відібраний до групи космонавтів (що включала також льотчиків з НДР і Польщі) за програмою «Інтеркосмос», в рамках якої СРСР співпрацював з іншими державами. 
Протягом року Ремек пройшов прискорений курс підготовки до польоту на космічному кораблі типу «Союз» і орбітальній станції «Салют». Поряд зі стандартним для підготовки космонавтів набором дисциплін та навичок, до курсу підготовки космонавтів Ремека і Губарєва було включено і двотижневу практику роботи з бормашиною. Це нетипове рішення було прийняте як реакція керівництва проекту на скарги Юрія Романенка та Георгія Гречка, які перебували тоді на орбітальній космічній станції «Салют-6», на проблеми із зубами внаслідок тривалого перебування у стані невагомості. Так частиною спорядження екіпажу Губарєва-Ремека стала бормашина.
З 2 по 10 березня 1978 року Владімір Ремек як космонавт-дослідник здійснив космічний політ на космічному кораблі «Союз-28», пілотованому полковником Олексієм Олександровичем Губарєвим. Через 29 годин після старту «Союз-28» зістикувався з орбітальною космічною станцією «Салют-6».
Ремек і Губарєв спільно з екіпажем станції у складі Юрія Вікторовича Романенка і Георгія Михайловича Гречка провели низку спільних технологічних і медико-біологічних експериментів, запропонованих радянськими і чехословацькими вченими. 
Загалом Владімір Ремек провів у космосі 7 діб 22 години 16 хвилин і 30 секунд. Будучи 87-м за ліком космонавтом Землі, він став першим європейським космонавтом і першою людиною, яка представила в космосі не одну з наддержав. Крім виконання планових завдань, перебуваючи на станції «Салют-6», Ремек узяв участь у кількох прямих теле-репортажах та реалізував в умовах невагомості шість експериментів, запланованих чеськими науковцями:
- Хлорелла-1: дослідження розмноження водоростей Хлорела (встановлено, що стан невагомості не впливає на розмножувальну здатність цих водоростей)[7].
- Теплообмін-2: порівняння показників температури тіла з відчуттями космонавтів[7].
- Оксиметр: вимірювання насичення тканин космонавтів киснем[7].
- Supos: дослідження психологічного стану космонавтів при підготовці, у перебігу та після перебування на космічній станції[7].
- Згасання: дослідження візуальних змін у яскравості зір при їх переході за земний горизонт (в рамках розробки фотометру для об'єктивних спостережень за станом вищих шарів атмосфери)[6][7].
- Сплав «Морава»: використання радянської печі «Сплав-1» для розігріву та поступового, протягом 45 годин, охолодження зразків хлориду міді та свинцю та хлориду срібла та свинцю[6].

### Після польоту

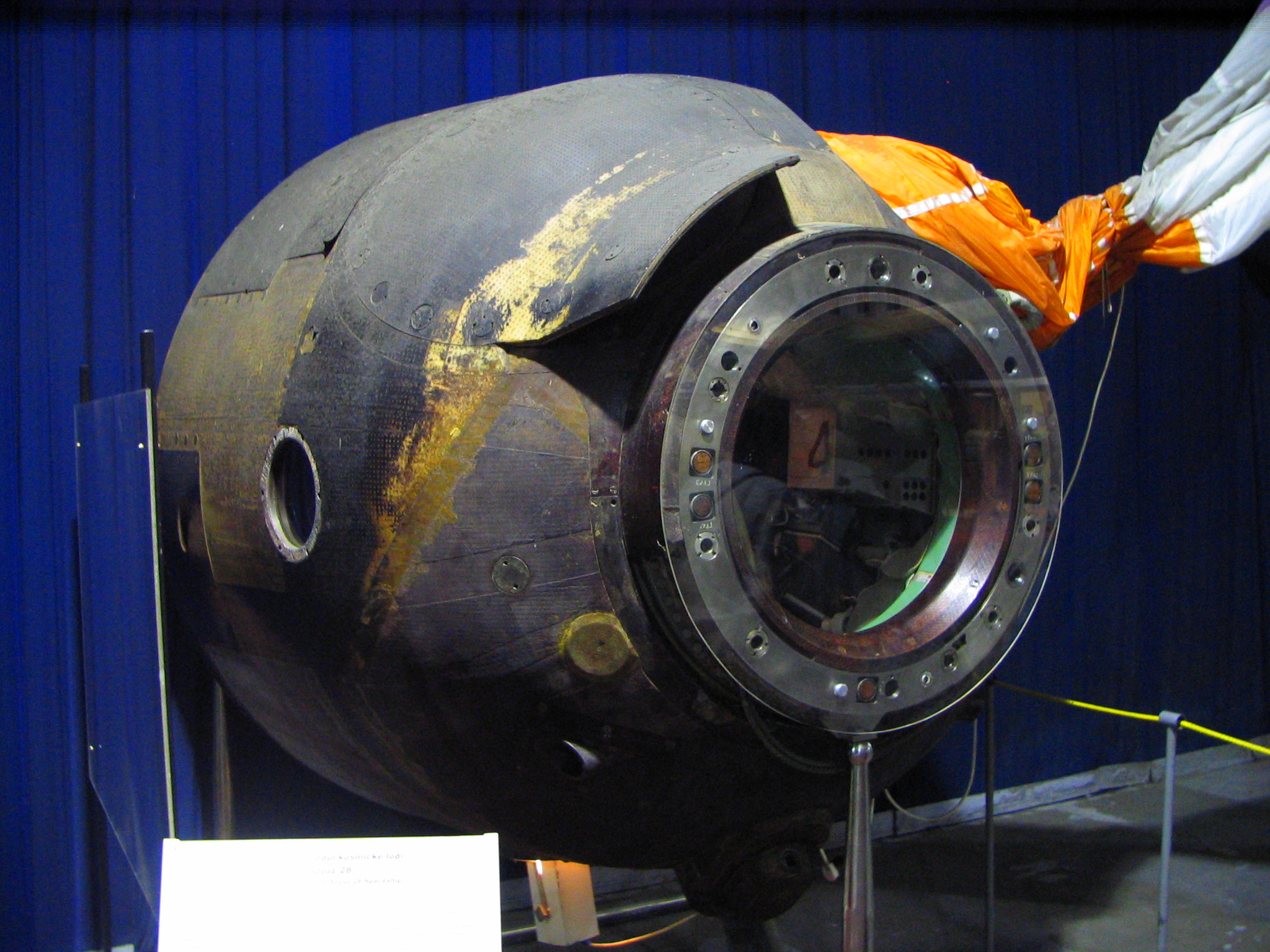
Посадковий модуль, в якому повернувся на Землю екіпаж Губарєва-Ремека, зберігається у Музеї авіації в Празі. (2009)

У 1979—1985 роках Ремек працював заступником начальника одного з празьких науково-дослідних інститутів, пізніше працював в Головному політичному управлінні ЧНА і викладав у Військовій академії Генштабу СРСР. З 1990 по 1995 рік був директором Музею авіації і космонавтики в Празі, в червні 1995, маючи звання полковника, вийшов у запас. Після цього був торговим представником Чеського збройового заводу (Страконіце), а згодом працював на керівних посадах у спільних російсько-чеських підприємствах у Нижньому Новгороді і Москві. У 2002 - 2004 роках — торговий представник Посольства Чеської Республіки в Москві. 

### Політична, публічна та просвітницька діяльність
У 2004 - 2013 роках Ремек — депутат Європейського парламенту за квотою Комуністичної партії Чехії і Моравії (безпартійний), член фракції європейських лівих і північноєвропейських зелених лівих і один з 23 делегатів від Чеської Республіки. У Європарламенті був членом комітету з питань промисловості, науки та енергетики, заступником члена комітету з питань транспорту та дорожнього руху, а також учасником парламентської групи співпраці ЄС з Російською Федерацією.
У 2013 році був призначений Послом Чеської Республіки в Російській Федерації, ввірчі грамоти вручив у січні 2014 року, завершив свою місію у січні 2018 року.
Владімір Ремек особисто опікується розвитком науково-технічних навчальних програм для дітей та молоді в галузі космонавтики, є патроном міжнародної студентської програми «Експедиція Марс», завдяки якій з 2003 року талановита чеська та словацька молодь отримує шанс реалізуватись у космічній науці і техніці. 
Був автором та співавтором автобіографічних публікацій «Під нами - планета Земля» (чеськ. Pod námi planeta Země, 1979), яку готував у співпраці з Карлом Ріхтером, та «Надії, що збулися» (чеськ. Splněné naděje, 1979).

## Нагороди та відзначення
16 березня 1978 року Указом Президії Верховної Ради СРСР (№ 11299) Владіміру Ремеку присвоєно звання Героя Радянського Союзу з врученням ордена Леніна і медалі «Золота Зірка» за проявлені в ході космічного польоту мужність і героїзм; одночасно присвоєно звання Герой ЧССР Указом Президента ЧССР. Також нагороджений орденом Леніна, чехословацьким орденом імені Клемента Ґотвальда, чехословацькою медаллю «За службу Батьківщині», Золотою медаллю Чехословацької академії наук.

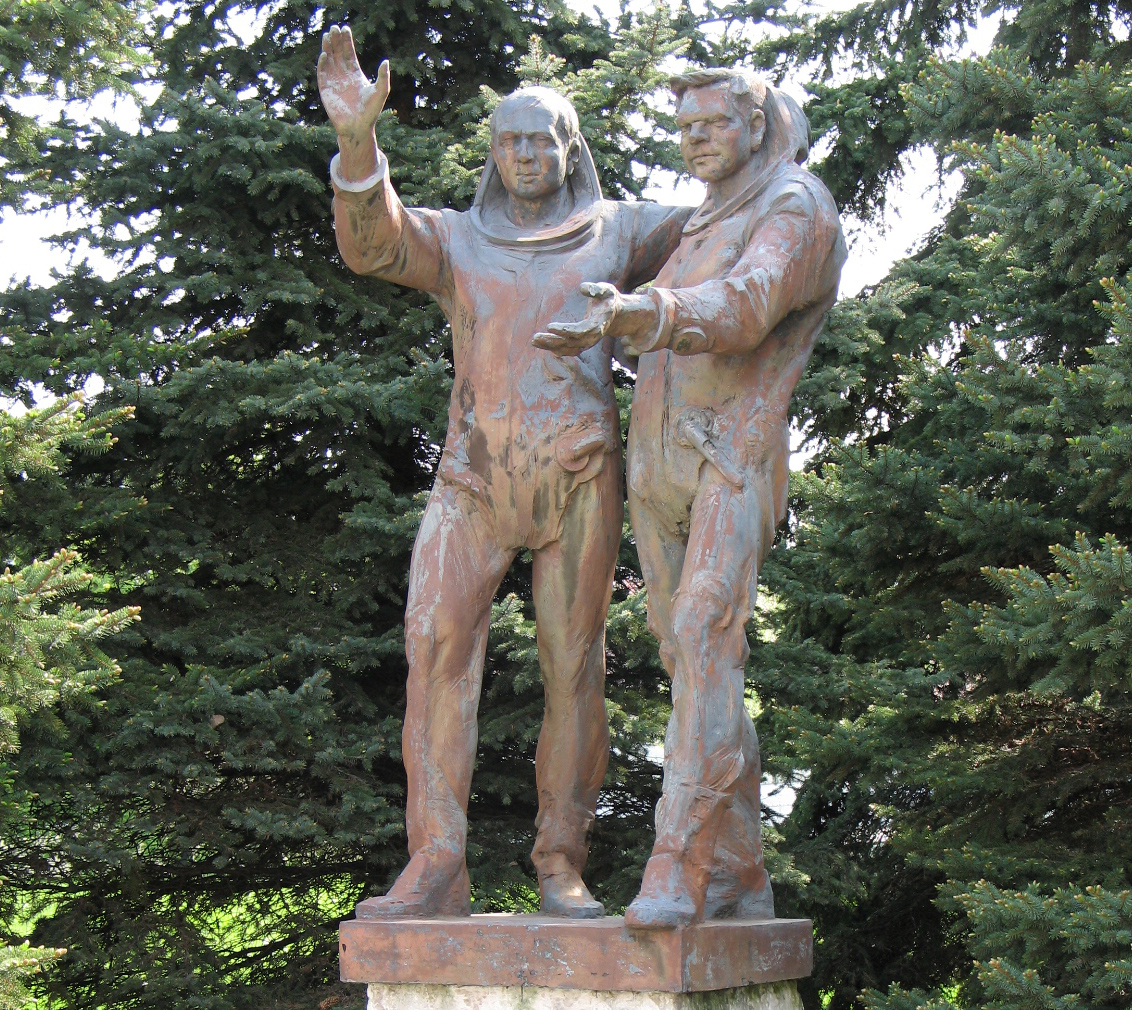
Присвячена В.Ремеку та О.Губареву скульптура "Космонавти" в м.Кошиці, Словаччина.

12 травня 2018 нагороджений премією ім. Антоніна Вітека за популяризацію космонавтики, став першим лауреатом цієї премії, яку присуджує Секція астронавтики Чеського астрономічного товариства. 
На честь Владіміра Ремека названий астероїд 2552 Ремек.
Біля станції Гає (чеськ.Háje) празького метро встановлено скульптуру Космонавти авторства чеського скульптора Яна Бартоша, у якій зображено екіпаж космічного корабля «Союз-28». Подібна скульптура встановлена також у м. Кошиці в Словаччині.